# Heikki Mikkola

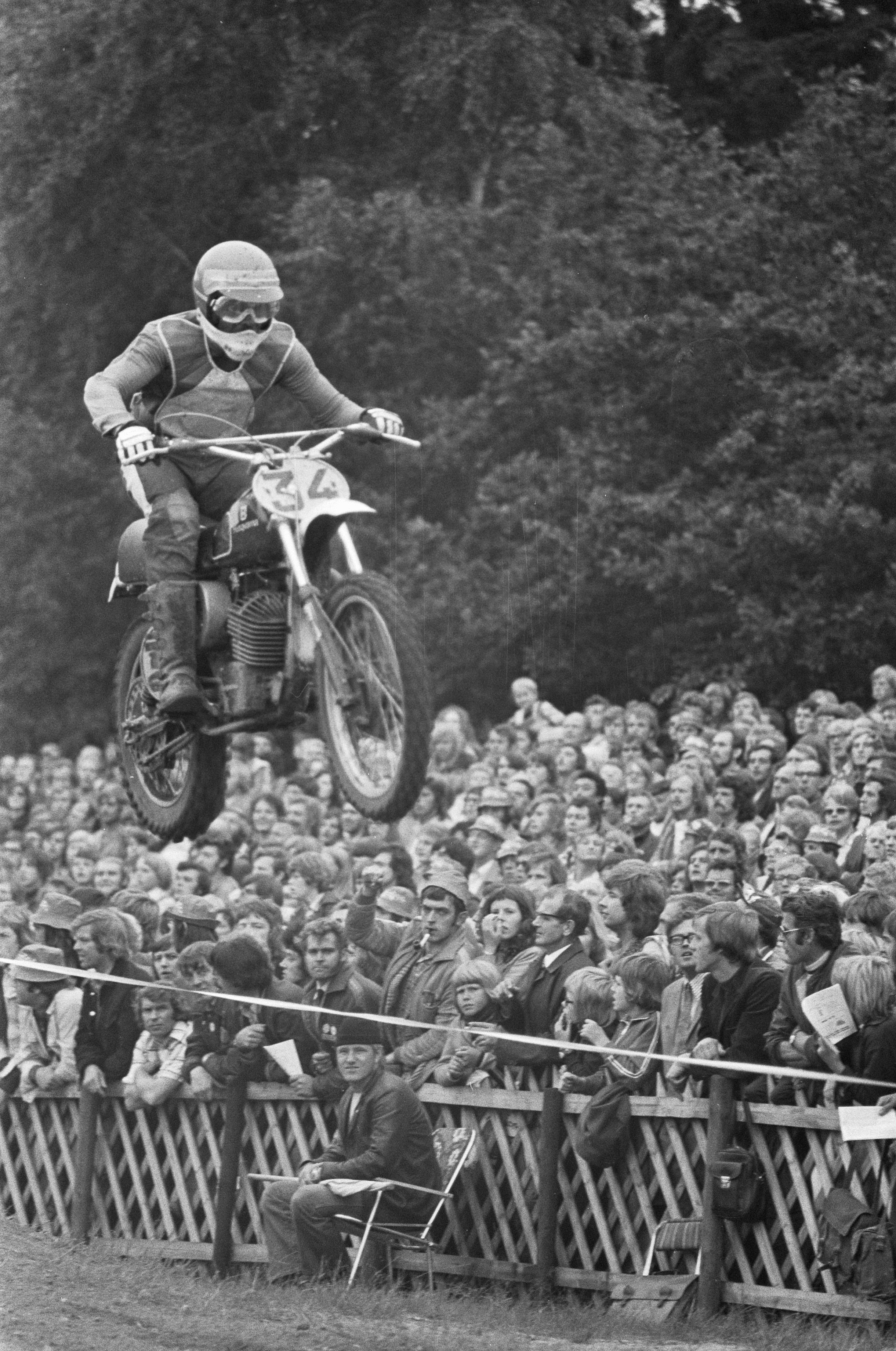
Heikki Mikkola 1974

Heikki Antero Mikkola (* 6. Juli 1945 in Mikkeli) ist ein ehemaliger finnischer Motocross-Rennfahrer und vierfacher Weltmeister.

## Karriere
Den ersten Titel holte Mikkola 1974 in der 500er Klasse auf einer Husqvarna gegen Roger DeCoster, den dominierenden Fahrer der 1970er Jahre, und wurde damit zum ersten finnischen Weltmeister in dieser Sportart. 1976 gewann er als erster Fahrer nach einem Titel bei den 500ern auch die Weltmeisterschaft bei den 250ern. 1977 wechselte Mikkola von Husqvarna zu Yamaha und gewann 1977 und 1978 zwei weitere Titel in der 500-cm³-Klasse, bevor er nach einem fünften Gesamtrang 1979 im Alter von 34 Jahren vom aktiven Sport zurücktrat.

## Statistik

### Ehrungen
- Aufnahme in die Motorcycle Hall of Fame[1]

### WM-Resultate
- 1969 250 cm³: 14. (Husqvarna)
- 1970 250 cm³: 4. (Husqvarna)
- 1971 250 cm³: 4. (Husqvarna)
- 1972 500 cm³: 3. (Husqvarna)
- 1973 250 cm³: 3. (Husqvarna)
- 1974 500 cm³: 1. (Husqvarna)
- 1975 500 cm³: 2. (Husqvarna)
- 1976 250 cm³: 1. (Husqvarna)
- 1977 500 cm³: 1. (Yamaha)
- 1978 500 cm³: 1. (Yamaha)
- 1979 500 cm³: 5. (Yamaha)